# Tommi Hartonen
Tommi Mikael Hartonen, född 12 maj 1977 i Helsingfors, är en finländsk sprinter och håller De finländska nationella rekorden på herrar 100 samt 200 meter.

## Personbästa
- 60 m inomhus: 6.71 i Åbo, 2005
- 100 m: 10.21 i Vasa, 2001
- 200 m: 20.47 i Sydney, 2000
- 400 m: 47.22 i Helsingfors, 1997

## Fotnoter
1. ↑  World Athletics Database, World Athletics ID: 20507.[källa från Wikidata]